# 愛知県立一宮聾学校
愛知県立一宮聾学校（あいちけんりつ いちのみやろうがっこう）は、愛知県一宮市にある公立聾学校。

## 歴史
- 1954年（昭和29年） - 開校

## 設置学部
- 幼稚部
- 小学部
- 中学部
- 高等部

## 校訓
- 「創造 友愛 希望」

## 所在地
- 愛知県一宮市大和町苅安賀字上西之杁30

## アクセス
- 名鉄尾西線 苅安賀駅から徒歩約3分